# كريستال هاريس
كريستال هاريس (بالإنجليزية: Krystal Harris)‏ هي عازفة بيانو ومغنية أمريكية، ولدت في 7 نوفمبر 1981.

## وصلات خارجية
- كريستال هاريس على موقع IMDb (الإنجليزية)
- كريستال هاريس على موقع ميوزك برينز (الإنجليزية)
- كريستال هاريس على موقع ديسكوغز (الإنجليزية)
- كريستال هاريس على موقع قاعدة بيانات الفيلم (الإنجليزية)